# Rudolf Schlidt

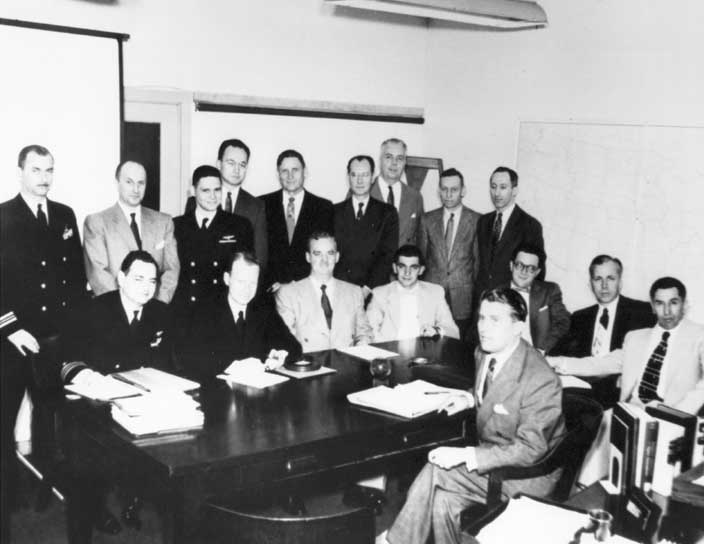
Rudolf Schlidt im Jahre 1955, als zweiter von rechts, sitzend mit Wernher von Braun und weiteren Mitgliedern des Komitees von Project Orbiter, das die Grundlage zur Juno-I-Rakete legte.

Rudolf Karl Hans Schlidt (* 15. Juli 1914 in Goch; † 28. September 2012 in Huntsville, Alabama) war ein deutsch-amerikanischer Ingenieur und Raumfahrtpionier.

## Leben
Rudolf wurde am 15. Juli 1914 in Goch in der Rheinprovinz geboren. Er studierte am Friedrichs-Polytechnikum, einer Fachhochschule in Köthen. Nach absolviertem Vordiplom im Jahre 1939 wurde er in die Wehrmacht eingezogen. Nach einer Verwundung an der Front kam Schlidt als Ingenieur in das Team von Wernher von Braun und arbeitete in der Heeresversuchsanstalt Peenemünde u. a. an den Strahlrudern der Aggregat 4-Rakete. Ein weiteres Einsatzgebiet von Schlidt war die Forschung an hitzebeständigen Werkstoffen. In dieser Zeit heiratete er die Sekretärin von Wernher von Braun, Dorothea Kersten, mit der er vier Kinder hat.
Gegen Kriegsende arbeitete Rudolf Schlidt in der Mittelwerk GmbH bei Kohnstein in Produktion der V2.
Nach dem Zweiten Weltkrieg gelangte Schlidt im Zuge der Operation Paperclip mit einer großen Zahl weiterer deutscher Raketenspezialisten in die USA nach Fort Bliss und später weiter nach Huntsville, Alabama, wo er mit seiner Familie in der deutschen Siedlung auf dem Monte Sano wohnte.
Er arbeitete 1949 auf dem Redstone Arsenal und später in enger Zusammenarbeit mit der Cape Canaveral Air Force Station. Zu Anfang der Fünfziger konkretisierten sich die Überlegungen innerhalb des amerikanischen Raketenprogrammes, dass man die in Entwicklung befindlichen Raketen für den Start eines Satelliten verwenden könne. Im Juni 1954 berief der Präsident des Office of Naval Research, Commander George W. Hoover eine Versammlung ein, u. a. mit Wernher von Braun, Ernst Stuhlinger, Gerhard Heller und Rudolf Schlidt, wo es um den konkreten Plan für den Bau des ersten amerikanischen Satelliten ging. Rudolf Schlidt war ein wesentlicher Projektmanager des ersten künstlichen Satelliten der USA namens Explorer 1.
Im Jahre 2008 wurde Rudolf Schlidt im Zuge der Jubiläumsfeiern „50th Anniversary of America in Space“ zusammen mit weiteren Raketenpionieren – Oscar Holderer, Georg von Tiesenhausen, Konrad Dannenberg, Walter Jacobi, Walter Häussermann, Hans Fichtner – mit einer Gedenktafel vom Marshall Space Flight Center geehrt.

## Veröffentlichungen
- mit Fritz K. Pauli: Tethered hovering platform for aerial surveillance. Patent, angemeldet 1961, veröffentlicht 1965
- Vorrichtung zum Mischen von stroemungsfähigen Medien. Patent, angemeldet 1969, veröffentlicht 1971